# 녹색로
녹색로(綠色路, Noksaek-ro)는 전라남도 목포시 석현동 석현삼거리와 순천시 덕월동 호현삼거리를 잇는 전라남도의 도로이다. 전 구간이 국도 제2호선에 속했지만 구 서해안고속도로 구간으로 노선이 변경된 구간이 있다.

## 연혁
- 1981년 8월 17일 : 국도로 승격된 목포시 석현동 ~ 영암군 삼호면 용앙리 11.178km 구간 개통, 기존 지정 구간인 목포시 대의동2가 ~ 영암군 삼호면 용앙리 11.322km 구간 폐지[1]
- 1998년 12월 28일 : 삼호 ~ 성전간 도로(영암군 삼호면 산호리 ~ 강진군 성전면 성전리) 25.04km 구간 확장 개통[2]
- 2002년 12월 30일 : 강진군 군동면 라천리 ~ 장흥군 장흥읍 금산리 14.5km 구간 확장 개통[3]
- 2002년 12월 31일 : 성전 ~ 강진간 도로(강진군 성전면 성전리 ~ 군동면 라천리) 13.04km 구간 확장 개통[4]
- 2009년 7월 28일 : 보성군 보성읍 봉산리 3.51km 구간 확장 개통, 기존 보성군 보성읍 봉산리 ~ 미력면 도개리 13.16km 구간 폐지[5]
- 2012년 7월 16일 : 목포시 국도대체우회도로 개통으로 인해 기존 영암군 삼호읍 나불리 ~ 서호리 8.5km 구간 국도 지정 해제[6]

## 주요 경유지
전라남도
- 목포시 - 영암군 - 강진군 - 장흥군 - 보성군 - 순천시

## 노선
| 이름                    | 접속 노선                                                                        | 소재지                                                           | 소재지                                                    | 비고                                                      |
| ----------------------- | -------------------------------------------------------------------------------- | ---------------------------------------------------------------- | --------------------------------------------------------- | --------------------------------------------------------- |
| 석현삼거리              | 영산로                                                                           | 목포시                                                           | 삼향동                                                    | 시점                                                      |
| (목포미래병원)          | 임성로                                                                           | 목포시                                                           | 삼향동                                                    |                                                           |
| 청호육교                |                                                                                  | 목포시                                                           | 삼향동                                                    |                                                           |
| 옥암동                  |                                                                                  | 목포시                                                           |                                                           |                                                           |
| (선곡교 동단)           | 석현로                                                                           | 목포시                                                           |                                                           |                                                           |
| 농수산물유통센터 교차로 | 선곡로 녹색로134번길                                                             | 목포시                                                           |                                                           |                                                           |
| 하당교 교차로           | 부주로 하당로                                                                    | 목포시                                                           |                                                           |                                                           |
| 도청입구사거리          | 백년대로 후광대로                                                                | 목포시                                                           |                                                           |                                                           |
| 25호광장 교차로         | 남악로 통일대로                                                                  | 목포시                                                           |                                                           |                                                           |
| 영산강하굿둑            |                                                                                  | 목포시                                                           |                                                           |                                                           |
| 영암군                  | 삼호읍                                                                           |                                                                  |                                                           |                                                           |
| 영암군                  | 삼호읍                                                                           | 삼호대교                                                         |                                                           |                                                           |
| 영암군                  | 삼호읍                                                                           | 나불1삼거리                                                      | 대불로                                                    |                                                           |
| 영암군                  | 삼호읍                                                                           | (이름 없음)                                                      | 소등로                                                    |                                                           |
| 영암군                  | 삼호읍                                                                           | 박물관삼거리                                                     | 나불로 나불외도로                                         |                                                           |
| 영암군                  | 삼호읍                                                                           | 산호삼거리                                                       | 용앙로                                                    |                                                           |
| 영암군                  | 삼호읍                                                                           | 삼호삼거리                                                       | 지방도 제806호선 (삼호중앙로)                             |                                                           |
| 영암군                  | 삼호읍                                                                           | 호등 교차로                                                      | 국가지원지방도 제49호선 (관광레저로)                      |                                                           |
| 영암군                  | 삼호읍                                                                           | 대불 교차로 (세한대학교 영암캠퍼스)                              |                                                           |                                                           |
| 영암군                  | 삼호읍                                                                           | 대불교                                                           |                                                           |                                                           |
| 영암군                  | 삼호읍                                                                           | 동암 교차로                                                      | 금곡동암길                                                |                                                           |
| 영암군                  | 삼호읍                                                                           | 서호 교차로                                                      | 국도 제2호선 (에프1경주장로)                              | 국도 제2호선 구간                                         |
| 영암군                  | 삼호읍                                                                           | 매자사거리                                                       | 매자리길                                                  | 국도 제2호선 구간                                         |
| 영암군                  | 삼호읍                                                                           | 서창저수지 교차로                                                | 대보둑로                                                  | 국도 제2호선 구간                                         |
| 영암군                  | 삼호읍                                                                           | 사동삼거리                                                       | 독천로                                                    | 국도 제2호선 구간                                         |
| 영암군                  | 신기육교 독천육교                                                                |                                                                  | 미암면                                                    | 국도 제2호선 구간                                         |
| 영암군                  | 채지삼거리                                                                       | 지방도 제819호선 (흑석로)                                        | 미암면                                                    | 국도 제2호선 구간 지방도 제819호선 구간                   |
| 영암군                  | 율리육교                                                                         |                                                                  | 미암면                                                    | 국도 제2호선 구간 지방도 제819호선 구간                   |
| 영암군                  | 학산 교차로                                                                      | 지방도 제819호선 (영암로)                                        | 미암면                                                    | 국도 제2호선 구간 지방도 제819호선 구간                   |
| 영암군                  | 계양교                                                                           |                                                                  | 미암면                                                    | 국도 제2호선 구간                                         |
| 영암군                  | 계양교                                                                           | 학산면                                                           |                                                           | 국도 제2호선 구간                                         |
| 영암군                  | 초안삼거리                                                                       | 금계로 갈마달산길                                                |                                                           | 국도 제2호선 구간                                         |
| 영암군                  | 광암삼거리                                                                       | 곤미현로                                                         |                                                           | 국도 제2호선 구간                                         |
| 밤재삼거리              | 별뫼로                                                                           | 강진군                                                           | 성전면                                                    | 국도 제2호선 구간                                         |
| 월평교                  |                                                                                  | 강진군                                                           | 성전면                                                    | 국도 제2호선 구간                                         |
| 월산 교차로             | 국도 제13호선 (공룡대로)                                                         | 강진군                                                           | 성전면                                                    | 국도 제2, 13호선 구간                                     |
| 월평 교차로             | 국도 제13호선 (예향로)                                                           | 강진군                                                           | 성전면                                                    | 국도 제2, 13호선 구간                                     |
| 시천교                  |                                                                                  | 강진군                                                           | 성전면                                                    | 국도 제2호선 구간                                         |
| 남성전삼거리            | 지방도 제830호선 (금강로)                                                        | 강진군                                                           | 성전면                                                    | 국도 제2호선 구간                                         |
| 성전1교                 |                                                                                  | 강진군                                                           | 성전면                                                    | 국도 제2호선 구간                                         |
| 강진무위사 나들목       | 10호선 남해고속도로                                                              | 강진군                                                           | 성전면                                                    | 국도 제2호선 구간                                         |
| 성전2교                 |                                                                                  | 강진군                                                           | 성전면                                                    | 국도 제2호선 구간                                         |
| 금당 교차로             | 송계로                                                                           | 강진군                                                           | 성전면                                                    | 국도 제2호선 구간                                         |
| 서산교                  |                                                                                  | 강진군                                                           | 강진읍                                                    | 국도 제2호선 구간                                         |
| 화전 교차로             | 송계로                                                                           | 강진군                                                           | 강진읍                                                    | 국도 제2호선 구간                                         |
| 홍암 교차로 (홍암1교)   | 솔치로 송계로 송정길                                                             | 강진군                                                           | 강진읍                                                    | 국도 제2호선 구간 목포 방면 진출 불가                     |
| 홍암3교                 |                                                                                  | 강진군                                                           | 강진읍                                                    | 국도 제2호선 구간                                         |
| 평동 교차로             | 국도 제18호선 국가지원지방도 제55호선 (강진서부로)                               | 강진군                                                           | 강진읍                                                    | 국도 제2, 18호선 구간 국가지원지방도 제55호선 구간        |
| 남포 교차로             | 남당로 남포길                                                                    | 강진군                                                           | 강진읍                                                    | 국도 제2, 18호선 구간 국가지원지방도 제55호선 구간        |
| 목리1교                 |                                                                                  | 강진군                                                           | 강진읍                                                    | 국도 제2, 18호선 구간 국가지원지방도 제55호선 구간        |
| 군동면                  |                                                                                  | 강진군                                                           |                                                           | 국도 제2, 18호선 구간 국가지원지방도 제55호선 구간        |
| 목리 교차로             | 국도 제23호선 (청자로)                                                           | 강진군                                                           |                                                           | 국도 제2, 18호선 구간 국가지원지방도 제55호선 구간        |
| 탐진교                  |                                                                                  | 강진군                                                           |                                                           | 국도 제2, 18호선 구간 국가지원지방도 제55호선 구간        |
| 군동 교차로             | 석교로                                                                           | 강진군                                                           |                                                           | 국도 제2, 18호선 구간 국가지원지방도 제55호선 구간        |
| 금강1교                 |                                                                                  | 강진군                                                           |                                                           | 국도 제2, 18호선 구간 국가지원지방도 제55호선 구간        |
| 평창교                  |                                                                                  | 강진군                                                           |                                                           | 국도 제2, 18호선 구간 국가지원지방도 제55호선 구간        |
| 장흥군                  | 장흥읍                                                                           |                                                                  |                                                           | 국도 제2, 18호선 구간 국가지원지방도 제55호선 구간        |
| 장흥군                  | 장흥읍                                                                           | 탐진2교                                                          |                                                           | 국도 제2, 18호선 구간 국가지원지방도 제55호선 구간        |
| 장흥군                  | 장흥읍                                                                           | 순지 교차로                                                      | 국도 제23호선 국가지원지방도 제55호선 (장흥대로)          | 국도 제2, 18호선 구간 국가지원지방도 제55호선 구간        |
| 장흥군                  | 장흥읍                                                                           | 평화교 평화1교 평화2교 우목교                                    |                                                           | 국도 제2, 18호선 구간                                     |
| 장흥군                  | 장흥읍                                                                           | 항양 교차로                                                      | 국도 제18호선 (남부관광로)                                | 국도 제2, 18호선 구간                                     |
| 장흥군                  | 장흥읍                                                                           | 축내교                                                           |                                                           | 국도 제2호선 구간                                         |
| 장흥군                  | 장흥읍                                                                           | 상리교                                                           | 산단로                                                    | 국도 제2호선 구간                                         |
| 장흥군                  | 장흥읍                                                                           | 관덕교 운치교                                                    |                                                           | 국도 제2호선 구간                                         |
| 장흥군                  | 장흥읍                                                                           | 바람재                                                           |                                                           | 국도 제2호선 구간                                         |
| 장흥군                  | 부산면                                                                           |                                                                  |                                                           | 국도 제2호선 구간                                         |
| 장흥군                  | 부춘교                                                                           |                                                                  |                                                           | 국도 제2호선 구간                                         |
| 장흥군                  | 부산진입로                                                                       | 흥성로                                                           | 국도 제2호선 구간 순천 방면 진출만 가능                   |                                                           |
| 장흥군                  | 부산 교차로 (호계교)                                                             | 흥성로                                                           | 국도 제2호선 구간                                         |                                                           |
| 장흥군                  | 호계터널                                                                         |                                                                  | 국도 제2호선 구간 연장 811m                               |                                                           |
| 장흥군                  | 호계터널                                                                         | 장동면                                                           | 국도 제2호선 구간 연장 811m                               |                                                           |
| 장흥군                  | 용산교                                                                           |                                                                  | 국도 제2호선 구간                                         |                                                           |
| 장흥군                  | 용곡진입로                                                                       | 거개길 월곡길                                                    | 국도 제2호선 구간                                         |                                                           |
| 장흥군                  | 거개교 하산교                                                                    |                                                                  | 국도 제2호선 구간                                         |                                                           |
| 장흥군                  | 제암터널                                                                         |                                                                  | 국도 제2호선 구간 연장 360m                               |                                                           |
| 장흥군                  | 장동 교차로 (반산1교)                                                            | 지방도 제839호선 (북교반산로)                                    | 국도 제2호선 구간                                         |                                                           |
| 장흥군                  | 반산2교 반산3교 반산4교 반산5교                                                  |                                                                  | 국도 제2호선 구간                                         |                                                           |
| 장흥군                  | 배산진입로 (반산6교)                                                             | 배산우봉길                                                       | 국도 제2호선 구간 순천 방면 진출 불가 목포 방면 진입 불가 |                                                           |
| 장흥군                  | 배산터널                                                                         |                                                                  | 국도 제2호선 구간 연장 570m                               |                                                           |
| 보성군                  | 배산터널                                                                         | 보성읍                                                           | 국도 제2호선 구간 연장 570m                               |                                                           |
| 보성군                  | 보성교                                                                           | 보성읍                                                           |                                                           | 국도 제2호선 구간                                         |
| 보성군                  | 대야 교차로                                                                      | 보성읍                                                           | 강산길                                                    | 국도 제2호선 구간 순천 방면 진출 불가 목포 방면 진입 불가 |
| 보성군                  | 조리 교차로                                                                      | 보성읍                                                           | 지방도 제895호선 (일림로)                                 | 국도 제2호선 구간                                         |
| 보성군                  | 쾌상 교차로                                                                      | 보성읍                                                           | 쾌상길                                                    | 국도 제2호선 구간                                         |
| 보성군                  | 장수 교차로                                                                      | 보성읍                                                           | 국도 제18호선 국도 제77호선 (녹차로)                      | 국도 제2, 18, 77호선 구간                                 |
| 보성군                  | 원당교                                                                           |                                                                  | 미력면                                                    | 국도 제2, 18, 77호선 구간                                 |
| 보성군                  | 초당 교차로                                                                      | 국도 제18호선 (화보로) 흥성로                                    | 미력면                                                    | 국도 제2, 18, 77호선 구간                                 |
| 보성군                  | 초당교                                                                           |                                                                  | 미력면                                                    | 국도 제2, 77호선 구간                                     |
| 보성군                  | 그럭재                                                                           |                                                                  | 미력면                                                    | 국도 제2, 77호선 구간                                     |
| 보성군                  | 득량면                                                                           |                                                                  |                                                           | 국도 제2, 77호선 구간                                     |
| 보성군                  | 군두사거리                                                                       | 지방도 제843호선 지방도 제845호선 (충의로)                       | 국도 제2, 77호선 구간 지방도 제843호선 구간               |                                                           |
| 보성군                  | 예당사거리                                                                       | 예당길 파청길                                                    | 국도 제2, 77호선 구간 지방도 제843호선 구간               |                                                           |
| 보성군                  | (동곡)                                                                           | 예당길                                                           | 국도 제2, 77호선 구간 지방도 제843호선 구간               | 조성면                                                    |
| 보성군                  | 조성삼거리                                                                       | 조성로 고내길                                                    | 국도 제2, 77호선 구간 지방도 제843호선 구간               | 조성면                                                    |
| 보성군                  | 조성교                                                                           |                                                                  | 국도 제2, 77호선 구간 지방도 제843호선 구간               | 조성면                                                    |
| 보성군                  | (조성리)                                                                         | 조성3길                                                          | 국도 제2, 77호선 구간 지방도 제843호선 구간               | 조성면                                                    |
| 보성군                  | (귀산리)                                                                         | 수당길                                                           | 국도 제2, 77호선 구간 지방도 제843호선 구간               | 조성면                                                    |
| 보성군                  | 신월삼거리                                                                       | 국도 제77호선 (조성로)                                           | 국도 제2, 77호선 구간 지방도 제843호선 구간               | 조성면                                                    |
| 보성군                  | 열가재                                                                           |                                                                  | 국도 제2호선 구간 지방도 제843호선 구간                   | 조성면                                                    |
| 보성군                  | 열가재                                                                           | 벌교읍                                                           | 국도 제2호선 구간 지방도 제843호선 구간                   |                                                           |
| 보성군                  | 옥천교                                                                           |                                                                  | 국도 제2호선 구간 지방도 제843호선 구간                   |                                                           |
| 보성군                  | 벌교 나들목 (벌교IC 교차로)                                                      | 10호선 남해고속도로                                              | 국도 제2호선 구간 지방도 제843호선 구간                   |                                                           |
| 보성군                  | 벌교 교차로                                                                      | 국도 제15호선 국도 제27호선 국가지원지방도 제15호선 (우주항공로) | 국도 제2호선 구간 지방도 제843호선 구간                   |                                                           |
| 보성군                  | 척령삼거리                                                                       | 원동길                                                           | 국도 제2호선 구간 지방도 제843호선 구간                   |                                                           |
| 보성군                  | 원동교 무만육교                                                                  |                                                                  | 국도 제2호선 구간 지방도 제843호선 구간                   |                                                           |
| 보성군                  | 장좌 교차로 (장좌육교)                                                           | 지방도 제843호선 (남하로) 채동선로                               | 국도 제2호선 구간 지방도 제843호선 구간                   |                                                           |
| 보성군                  | 벌교대교                                                                         |                                                                  | 국도 제2호선 구간                                         |                                                           |
| 보성군                  | (이름 없음)                                                                      | 신정길                                                           | 국도 제2호선 구간 순천 방면 진출 불가 목포 방면 진입 불가 |                                                           |
| 보성군                  | 매산교 장양육교                                                                  |                                                                  | 국도 제2호선 구간                                         |                                                           |
| 보성군                  | 금치재 교차로                                                                    | 홍암로                                                           | 국도 제2호선 구간 순천 방면 진출 불가 목포 방면 진입 불가 |                                                           |
| 보성군                  | 진토고개                                                                         |                                                                  | 국도 제2호선 구간                                         |                                                           |
| 순천시                  | 진토고개                                                                         | 별량면                                                           | 국도 제2호선 구간                                         |                                                           |
| 순천시                  | 금치삼거리                                                                       | 별량면                                                           | 국도 제2호선 구간                                         | 금치길                                                    |
| 동막1교                 | 수차길                                                                           | 보성군                                                           | 국도 제2호선 구간                                         | 벌교읍                                                    |
| 동막2교                 | 장호길                                                                           | 보성군                                                           | 국도 제2호선 구간                                         | 벌교읍                                                    |
| 동막2교                 | 장호길                                                                           | 순천시                                                           | 국도 제2호선 구간                                         | 별량면                                                    |
| 구룡교                  |                                                                                  | 순천시                                                           | 국도 제2호선 구간                                         | 별량면                                                    |
| 사계절삼거리            | 친환경길                                                                         | 순천시                                                           | 국도 제2호선 구간                                         | 별량면                                                    |
| 서동교                  |                                                                                  | 순천시                                                           | 국도 제2호선 구간                                         | 별량면                                                    |
| 신석사거리              | 별량길 봉림길                                                                    | 순천시                                                           | 국도 제2호선 구간                                         | 별량면                                                    |
| 쌍림1교                 |                                                                                  | 순천시                                                           | 국도 제2호선 구간                                         | 별량면                                                    |
| 상림사거리              | 별량길                                                                           | 순천시                                                           | 국도 제2호선 구간                                         | 별량면                                                    |
| 쌍림2교                 | 일출길                                                                           | 순천시                                                           | 국도 제2호선 구간                                         | 별량면                                                    |
| 우산삼거리              | 우산외동길                                                                       | 순천시                                                           | 국도 제2호선 구간                                         | 별량면                                                    |
| 인월사거리              | 덕정길 순천만길                                                                  | 순천시                                                           | 국도 제2호선 구간                                         | 도사동                                                    |
| 순천만 나들목           | 10호선 남해고속도로                                                              | 순천시                                                           | 국도 제2호선 구간 영암, 순천 방면 진출 불가               | 도사동                                                    |
| 대룡사거리              | 대룡길 양율길                                                                    | 순천시                                                           | 국도 제2호선 구간                                         | 도사동                                                    |
| 연동교                  |                                                                                  | 순천시                                                           | 국도 제2호선 구간                                         | 도사동                                                    |
| 연동삼거리              | 국가지원지방도 제58호선 (민속마을길)                                             | 순천시                                                           | 국도 제2호선 구간 국가지원지방도 제58호선 구간            | 도사동                                                    |
| 청암대사거리            | 상사호길 순천만길                                                                | 순천시                                                           | 국도 제2호선 구간 국가지원지방도 제58호선 구간            | 도사동                                                    |
| 호현삼거리              | 국도 제2호선 국가지원지방도 제58호선 (남승룡로) 국가지원지방도 제22호선 (우석로) | 순천시                                                           | 국도 제2호선 구간 국가지원지방도 제58호선 구간            | 도사동                                                    |

## 주요 건물 및 시설
- 목포미래병원 (전라남도 목포시 녹색로 41)
- 대불치안센터 (전라남도 영암군 삼호읍 녹색로 508)
- 전라남도농업박물관 (전라남도 영암군 삼호읍 녹색로 653-15)
- 세한대학교 영암캠퍼스 (전라남도 영암군 삼호읍 녹색로 1113)
- 벌교서초등학교 (전라남도 보성군 벌교읍 녹색로 5071)
- 보성소방서 (전라남도 보성군 벌교읍 녹색로 5247)
- 순천효천고등학교 (전라남도 순천시 녹색로 1360)
- 청암대학교, 청암고등학교 (전라남도 순천시 녹색로 1641)